# دین اسپانلی
دین اسپانلی (به انگلیسی: Dean Spanley) فیلمی محصول سال ۲۰۰۸ و به کارگردانی توآ فریزر است. در این فیلم بازیگرانی همچون جرمی نورثام، پیتر اوتول، سم نیل، برایان براون، جودی پارفیت، دادلی ساتن، آرت ملک و رامون تیکارام ایفای نقش کرده‌اند.